# تونس في الألعاب المتوسطية 1959
شاركت تونس في الألعاب المتوسطية 1959 في بيروت و فازت بثلاثة ميداليات ذهبية، ميداليتين فضيتين و ميدالية برونزية.
فاز نوربرت برامى بالميدالية البرونزية في رياضة مبارزة سيف الشيش